# Нестеров, Кузьма Константинович
Нестеров Кузьма Константинович (12 ноября 1922 года, с. Зотино, Красноярский край, РСФСР — 8 декабря 1991 года, Туруханский район, Красноярский край, Россия) — участник Великой Отечественной войны, сержант (1944), кавалер трёх Орденов Славы.

## Биография
Родился 12 ноября 1923 года; младший сын в семье зажиточного крестьянина села Зотино Ярцевского района (до 1960-х годов относился к Енисейску; ныне Туруханский район) Красноярского края.
Отец занимался охотой, рыбалкой, добычей пушнины. В 1933 году, когда Нестерову было 10 лет, семью раскулачили по инициативе местных активистов. Сначала родителей, трёх братьев и сестру выгнали из дома, а позже оставили семье первый этаж двухэтажного дома, а на втором этаже сделали контору колхоза.
В январе 1941 года Кузьма ушёл в армию. Был зачислен заряжающим в миномётную роту 402-го стрелкового полка 168-й стрелковой дивизии.

### Участие в Великой Отечественной войне
Полк, в котором служил Нестеров, до 1944 года принимал участие в тяжёлых кровопролитных боях под Ленинградом. 
Во время наступления Ленинградского и Волховского фронтов, расчёт сержанта Нестерова поддерживал миномётным огнём стрелковый взвод. Миномётчики следовали вместе с пехотой по рыхлому снегу, неся на себе 82-миллиметровый ствол и плиту. Мины тащили волокушами, сержант Нестеров постоянно подбадривал бойцов и сам тянул волокуши. Около деревни Погореловка, которая располагалась на открытой местности, завязался бой с финнами. Подступиться к ней не давал пулемётный огонь, бьющий из крайнего дома. Расчёт Нестерова, установив миномёт, открыл огонь по огневой точке. Только после уничтожения вражеского пулемёта подразделение смогло подняться в атаку. Завязались уличные бои. Миномётчики Нестерова едва успели оборудовать новую огневую позицию, как враг перешёл в контратаку с целью выбить взвод из деревни. В течение дня бойцы взвода отбили пять атак благодаря чёткой слаженной стрельбе боевого расчёта. 
Под напором советских войск фашисты отходили на запад, но оказывали сильное сопротивление на всех выгодных рубежах. Трудный бой разгорелся за высоту 556. С её вершины били вражеские пулемёты. Нестеров открыл огонь по вершине, и когда советские солдаты поднялись в атаку, перенёс огонь на обратный склон высоты, чтобы не допустить вражеского подкрепления. Был ранен в руку, но со своим расчётом ушёл следом за стрелковым подразделением. 24 апреля 1944 года за этот бой он был награждён орденом Славы III степени.
Июнь 1944 года был ознаменован боями за Выборгское шоссе. Враг любой ценой хотел остановить наступление советских войск на этом рубеже. Стрелковый взвод, где находился расчёт Нестерова, получил задание наступать там, где сопротивление врага было самым ожесточённым. Даже налёт советской авиации не смог подавить огневые точки врага, которые не давали подняться пехоте. Только миномётный огонь расчёта Кузьмы придавил вражеский огонь, и деревня после короткого боя была освобождена. Немцы контратаковали, и вторая половина дня прошла в боях за деревню. У расчёта Нестерова закончились мины, завязался рукопашный бой. Сержант Нестеров лично уничтожил шесть вражеских солдат. За смелость и мужество в этом бою Нестеров К. К. был награждён орденом Славы ІІ степени. 
Третий орден Славы І степени получил за смелость, находчивость, волю к победе.
168-я дивизия после прорыва блокады Ленинграда была доукомплектована и переброшена в Прибалтику, где шли очень тяжёлые бои. В одном из них Нестеров был ранен, его доставили в санчасть, а оттуда в госпиталь, где он и узнал об окончании войны. После излечения вернулся в село Ворогово, где жили его родители. 
Похоронен на кладбище в селе Ворогово, Красноярский край.

## Награды
- Медаль «За оборону Ленинграда» (1943)[2]
- Орден Отечественной войны I степени[3]
- Орден Славы III степени (1944)[4]
- Орден Славы II степени (1944)[5]
- Орден Славы I степени (1945)[6]